# Hartmut Grund
Hartmut Joachim Gustav Grund (* 1. November 1917 in Hamburg; † 28. Januar 2004 in München) war ein deutscher Drehbuchautor und Filmproduzent.

## Leben
Hartmut Grund arbeitete meist für das deutsche Fernsehen. Schon kurz nach der Gründung des Norddeutschen Rundfunks schrieb er Drehbücher für das NDR Fernsehen. Nach der Veröffentlichung des Romans Sechs Spiele im Jahr 1955 zog Grund von Hamburg nach Berlin, wo er bei der UFA Studio- und Montage GmbH vor allem als Dramaturg arbeitete. 1962 zog er dann nach München. Später ging er zum Hessischen Rundfunk und wurde Leiter der Abteilung Fernsehspiel. Dort baute er zusammen mit Heinz Ungureit und Franz Everschor die Filmredaktion der ARD auf. Dann ging er wieder nach München zu Bavaria Film und leitete fast 20 Jahre die dortige Serienabteilung. Mit Grund entstanden etliche Serien, zu denen er als Drehbuchautor oder Dramaturg beigetragen hat. In den 1980ern übernahm er die Entwicklung für den WDR-Tatort mit Kommissar Schimanski, gespielt von Götz George. Er arbeitete auch lange nach seiner Pensionierung als Dramaturg, Drehbuchautor und Produzent für den Tatort weiter, bis er aufgrund einer Krankheit aufhören musste.

## Filmografie

### Produzent
Tatort
- 1982: Tatort: Das Mädchen auf der Treppe
- 1982: Tatort: Kuscheltiere
- 1983: Tatort: Miriam
- 1984: Tatort: Kielwasser
- 1984: Tatort: Zweierlei Blut
- 1984: Tatort: Rechnung ohne Wirt
- 1985: Tatort: Doppelspiel
- 1985: Tatort: Das Haus im Wald
- 1985: Tatort: Zahn um Zahn
- 1986: Tatort: Der Tausch
- 1986: Tatort: Schwarzes Wochenende
- 1986: Tatort: Freunde
- 1988: Tatort: Sein letzter Wille
- 1988: Tatort: Tödlicher Treff
- 1988: Tatort: Moltke

Sonstige Produktionen
- 1968–1974: Graf Yoster gibt sich die Ehre (Fernsehserie, 22 Folgen)
- 1970: Die seltsamen Methoden des Franz Josef Wanninger (Fernsehserie, 7 Folgen)
- 1973: Okay S.I.R. (Fernsehserien, 5 Folgen)
- 1974: Der kleine Doktor (Fernsehserie, 7 Folgen)
- 1976: Ein Mann für Mama (Fernsehfilm)
- 1976: Inspektion Lauenstadt (Fernsehserie, 4 Folgen)
- 1985: Zahn um Zahn

### Drehbuchautor
- 1950: Insel ohne Moral
- 1955: Die letzte Nacht der Titanic (Fernsehfilm; Adaption)
- 1955: Drei Väter (Fernsehfilm; Adaption)
- 1956: Oberst Chabert (Theaterstück; im Fernsehen ausgestrahlt)
- 1956: Staatsbegräbnis (Fernsehfilm)
- 1957: Cardillac (Fernsehfilm)
- 1958: Mylord weiß sich zu helfen (Fernsehfilm)
- 1968–1977: Graf Yoster gibt sich die Ehre (Fernsehserie, 9 Folgen)
- 1970: Die seltsamen Methoden des Franz Josef Wanninger (Fernsehserie, 3 Folgen)
- 1973–1974: Okay S.I.R. (Fernsehserien, 3 Folgen)
- 1974: Um Haus und Hof
- 1974: Ein Haus für uns – Jugenderholungsheim (Fernsehserie)
- 1976: Partner gesucht (Fernsehserie)
- 1978: Anton Keil, der Specialkommissär (Fernsehserie)
- 1978: Jauche und Levkojen (Fernseh-Mehrteiler)
- 1979–1980, 1982: Die unsterblichen Methoden des Franz Josef Wanninger
- 1980: Achtung Zoll! (Fernsehreihe)
- 1980–1981: Auf Achse (Fernsehserie)
- 1986: Tatort: Der Tausch (Fernsehreihe)
- 1987: Tatort: Spielverderber (Fernsehreihe)
- 1988: Tatort: Sein letzter Wille (Fernsehreihe)
- 1991: Tatort: Kinderlieb (Fernsehreihe)
- 1996: Der Bulle von Tölz: Palermo ist nah
- 1997: SOKO München (Fernsehserie, eine Folge)
- 1997: Schimanski (Fernsehserie, eine Folge)
- 1998–1999: Zugriff (Fernsehserie, 12 Folgen)